# Milići
Milići är ett samhälle i Bosnien och Hercegovina.   Det ligger i entiteten Republika Srpska, i den östra delen av landet, 70 km nordost om huvudstaden Sarajevo. Milići ligger 426 meter över havet och antalet invånare är 8 210.